# William Graham (Politiker, 1939)

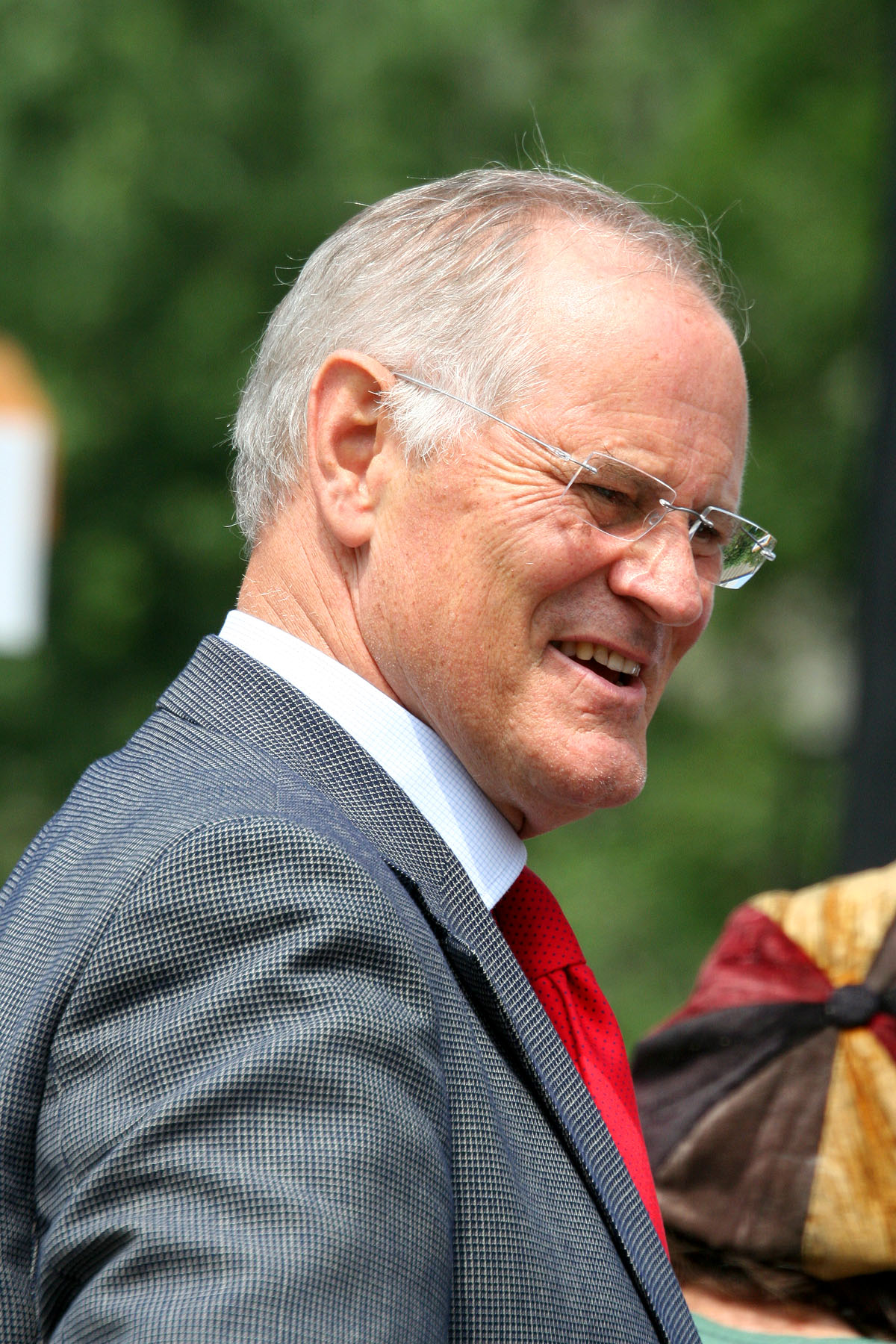
Bill Graham (2007)

William C. „Bill“ Graham OC, PC (* 17. März 1939 in Montreal, Kanada; † 7. August 2022) war ein kanadischer Politiker. Er war von 2002 bis 2004 Außenminister und von 2004 bis Februar 2006 Verteidigungsminister von Kanada. Von Februar/März bis Dezember 2006 war er geschäftsführender Vorsitzender der Liberalen Partei Kanadas sowie Oppositionsführer im kanadischen House of Commons.

## Leben
Graham wuchs in Vancouver auf. Er beendete ein Studium der Rechtswissenschaften in Kanada und Paris mit der Promotion. Graham praktizierte als Anwalt in Toronto und lehrte als Dozent für Internationales Privat- und Handelsrecht sowie für das Recht der Europäischen Gemeinschaften an der Universität von Toronto.
In den 1980er Jahren kandidierte er zweimal erfolglos für einen Wahlkreis des kanadischen House of Commons in Toronto, erst Grahams dritte Kandidatur um diesen Wahlkreis in Folge war im Jahr 1993 erfolgreich. Seitdem vertritt er diesen Wahlkreis im Parlament. Im Februar 2007 erklärte er, bei der nächsten Wahl 2011 nicht mehr für eine Wiederwahl kandidieren zu wollen.
Graham spezialisierte sich politisch auf die Außenpolitik. Von 1995 bis zu seiner Ernennung zum Außenminister 2002 saß er dem Parlamentsausschuss für Außenpolitik und internationalen Handel vor, was auch zur Ernennung zum Minister des Äußeren führte. Bei einer Kabinettsumbildung 2004 wechselte er ins Wehrressort. Während seiner Zeit als Verteidigungsminister setzte er die größte Steigerung des Verteidigungshaushaltes seit dem Zweiten Weltkrieg durch, insgesamt 13 Milliarden CAD in fünf Jahren. Als im Januar 2006 die liberal geführte Regierung die Wahl verlor, übernahm Graham geschäftsführend bis zum nächsten Parteikongress die Führung der Partei Ende 2006.
Graham setzte sich innenpolitisch für die rechtliche Gleichstellung Homosexueller ein, insbesondere trat er für das Recht gleichgeschlechtlicher Paare auf die Ehe ein.
Graham war verheiratet und Vater zweier Kinder.